# Луїджі Сартор
Луїджі Сартор (італ. Luigi Sartor, нар. 30 січня 1975, Тревізо) — італійський футболіст, що грав на позиції захисника.
Виступав, зокрема, за клуб «Парма», а також національну збірну Італії.
Триразовий володар Кубка Італії. Володар Суперкубка Італії з футболу. Триразовий володар Кубка УЄФА. 

## Клубна кар'єра
Народився 30 січня 1975 року в місті Тревізо. Вихованець футбольної школи клубу «Падова».
У дорослому футболі дебютував 1992 року виступами за команду клубу «Ювентус», в якій провів один сезон, взявши участь лише в одному матчі чемпіонату.  За цей час виборов титул володаря Кубка УЄФА.
Згодом з 1993 по 1998 рік грав у складі команд клубів «Реджяна», «Ювентус», «Віченца» та «Інтернаціонале». Протягом цих років додав до переліку своїх трофеїв титул володаря Кубка Італії, знову ставав володарем Кубка УЄФА.
Своєю грою за останню команду привернув увагу представників тренерського штабу клубу «Парма», до складу якого приєднався 1998 року. Відіграв за пармську команду наступні чотири сезони своєї ігрової кар'єри. За цей час додав до переліку своїх трофеїв ще два титули володаря Кубка Італії, ставав володарем Суперкубка Італії з футболу, володарем Кубка УЄФА.
Протягом 2002—2008 років захищав кольори клубів «Рома», «Анкона», «Дженоа», «Шопрон» та «Верона».
Завершив професійну ігрову кар'єру у клубі «Тернана», за команду якого виступав протягом 2008—2010 років.

## Виступи за збірні
У 1991 році дебютував у складі юнацької збірної Італії, взяв участь у 5 іграх на юнацькому рівні.
Протягом 1996–1997 років залучався до складу молодіжної збірної Італії. На молодіжному рівні зіграв у 7 офіційних матчах.
У 1996 році захищав кольори олімпійської збірної Італії. У складі цієї команди провів 1 матч. У складі збірної — учасник  футбольного турніру на Олімпійських іграх 1996 року в Атланті.
У 1997 році залучався до складу молодіжної збірної Італії.
У 1997 році також дебютував і в офіційних матчах у складі національної збірної Італії. Протягом кар'єри у національній команді, яка тривала 6 років, провів у формі головної команди країни лише 2 матчі.
| Дата       | Місто   | Господарі | Результат | Гості    | Турнір           | Голи | Примітки |
| ---------- | ------- | --------- | --------- | -------- | ---------------- | ---- | -------- |
| 22/04/1998 | Парма   | Італія    | 3 – 1     | Парагвай | товариський матч | -    |          |
| 13/02/2002 | Катанія | Італія    | 1 – 0     | США      | товариський матч | -    |          |
| Усього     |         | Матчів    | 2         |          | Голів            | 0    |          |

## Титули і досягнення
- Володар Кубка Італії (3):

«Віченца»: 1996–97
«Парма»: 1998–99, 2001–02
- Володар Суперкубка Італії з футболу (1):

«Парма»: 1999
- Володар Кубка УЄФА (3):

«Ювентус»: 1992–93
«Інтернаціонале»: 1997–98
«Парма»: 1998–99
- Чемпіон Європи (U-21): 1996